# ブロンクス (ゲーム)
ブロンクスは、プレイステーションのゲーム『ベルトロガー9』で主人公達が搭乗する機体である。

## 概要
詳しい開発経緯等は明らかにされてはいない。ゲーム中でも特に説明はされていない。
統合宇宙軍の制式採用の機体と見られており、その性能の高さ・汎用性の高さから様々な任務に運用されている。ゲーム中でも統合宇宙軍一個小隊に採用されている。武装は豊富に搭載出来、ゲーム内の仕様から恐らく持てる量に制限はないのだろうが、一度に装備できる武装は最大でも5種類までとなっている。
また、使用中は莫大なエネルギー消費をする代わりに極めて高い防御力を誇る新機構の防御システム「プロテクトフィールドシステム」を初めて搭載した機体でもある。SAPUと呼ばれる装甲強化のパーツを使うと、その強化した性能に応じ機体防御力が高まり、完全に強化するとその攻撃に対しては無敵になる事が出来る。
姉妹機にカパーヘッドという機体がある。こちらは重武装を施しており、一度に大量の武装を使用できるため攻撃性能ではブロンクスを上回る反面、プロテクトフィールドシステムを搭載していない。

## 武装
ゲーム中では5種類の武装がある為、本項でもそれに準じた説明をする。

### ライフルユニット
最も標準的な装備で、統合宇宙軍制式採用の武装でもある。そのどれもが性能が高い為、ブロンクスの他にも様々な軍事兵器に使用されているものと想定される。
スティンガー
統合宇宙軍制式採用の兵器。一発の威力は平均的で、砲身変形を防ぐ為に連射力は同系列の兵器の中では低い方だが、命中精度やエイミングスピード、範囲は高い。ランツクネヒトによって改造された兵器にも搭載されている。
ヘンソルトシュータ
スティンガーの改修型。連射力を向上させることには成功した代償としてそれ以外の性能、特に威力が下がってしまっている。
トリプルバレル
スティンガーの砲身を3本にし、同時に3発発射することの出来る兵器。着弾点が殆どずれないので、通常の3倍のダメージを与える事が出来るが、反面エイミングスピードと範囲が低い性能となっている。一発の威力及び精度はスティンガーとほぼ同等の性能である。一部の兵器にも搭載されている。
KZ-1000
カールツァイス・1000。スティンガーの改修型。性能はスティンガーよりも高く、威力などの面においても高い性能で纏まっている扱いやすい兵器。連射力は平均的。
ラピッドファイア
マシンガンタイプのアサルトライフル。極めて高速で弾を発射することが出来るため、瞬間火力は高めだが一発の威力がかなり低く、エイミングスピード・範囲・距離も低い。ただし強化改修（ゲーム中ではWPAというアイテムを使う）すれば火力は高くなる。一部の兵器にも搭載されている。
KZ-3000
カールツァイス・3000。KZ-1000の上位互換とも言える兵器。エイミングスピード・範囲・威力はわずかにKZ-1000に劣るが、速射性能がそれを補っている。全てのアサルトライフルの中で最も優れた性能を誇る。

### レーザーユニット
光学兵器。エネルギーを消費する代わりに時間が経てば自動で弾が補充される利点がある。また、全兵器中極めて火力の高い兵器もある。統合宇宙軍でも採用されている。
クォーカー
最も標準的なレーザー兵器。統合宇宙軍制式採用。一発の威力はやや低いが、エネルギー消費量は比較的少なく、エイミングスピード・範囲はそれなりに広いと扱いやすい。威力を上げてもエネルギー消費量は変わらない。宇宙軍以外にも様々な兵器に搭載されており、汎用性は高い。
レプトン
クォーカーの連射タイプ。クォーカーの出力を下げ、短いレーザーを発射する。威力は低くなり射程も短くなったが、瞬間火力は向上した。エネルギー消費量が最も少ない光学兵器で、大量のエネルギー弾を放てる。
ハドロン
クォーカーの威力を上昇させたタイプ。威力は高まったがエイミングスピード・範囲等は低下してしまっている。また、エネルギー消費量も増大している。一部の兵器にも使用されている。
ポーラレイ
粒子砲。一発のエネルギー消費量が莫大な為弾は少ないが、破壊力が高く、レーザーが誘導性能を持つ。ロックオンしていないと発射することが出来ない。一部の兵器にも使用されており、ブロンクスと言えどもこのレーザーが命中するとかなり危険になる。
スパイリーウェーブ
レーザーとメーザーを同時に発射することで相乗効果により威力を高めたレーザー兵器。破壊力は通常のレーザー兵器の中では高く、エネルギー消費量もクォーカーと大して変わらない利点を持つ。また、エイミングスピード・範囲もクォーカーとほぼ同等の性能を持つ、扱いやすい兵器。一部の兵器にも使用されている。なお、ゲーム中ではα隊のブロンクスが使用するが、α隊の初期装備なのかランツクネヒトの改修の結果なのかは不明。
ヒュドラ
多弾頭粒子砲。ポーラレイの砲身を4つにしており、4つの目標に同時に弾を発射することが出来、極めて破壊力が高い。代償としてエネルギー消費量がかなり多くなっている。特性はポーラレイと変わらないが、威力はポーラレイよりもやや低い設定（ゲーム中ではポーラレイよりも高い）。一部の兵器にも使用されている。

### ミサイルユニット
従来のミサイルとは違い、直接的にダメージを与えるのではなく衝撃波や熱によるダメージを与える兵器となっている。多くの兵器が使用する兵器で、弾の入手量も多い。
ディテクター
通常タイプのミサイル。ブロンクスにも標準で搭載されていて、多くの兵器はこのミサイルを搭載している。一発しか発射できないが、火力はそれなりに高い。ロックオンしないと発射できず、また、自機と目標物の間に障害物があっても発射できない。
デュアルバスター
砲身を2本にし、同時に2発のミサイルを発射することが出来るようになったユニット。1体しかロックオンできない。一体の目標に対して与えるダメージは高い。特性はディテクターと同じ。
モブス
砲身を4本にし、最大4目標に発射することが可能になったユニット。一発の破壊力はデュアルバスターより低いが、大型の兵器などに対しては大量のミサイルを撃つことができ、結果的に火力は増大している。特性はディテクターと同じ。

### ランチャーユニット
迫撃砲。ブロンクスにも搭載されている。破壊力が高い兵器が多く、また広範囲を攻撃することが出来る上に爆風の威力もある高性能な兵器だが、天井の低いところでは使用できない、空中の敵には無力などの欠点もある。また、迫撃砲だが山なりの大きさは小さいため、離れた敵には当たらないという特性がある。
トレンチモーター
標準的なランチャー。一体の目標しか捕捉できず、一発しか発射できないが破壊力はそれなりに高い。欠点は先述した通りである。一部の兵器にも使用されている。
ブレイカ
砲身を4本にし、一つの目標に同時に4発の弾を発射するユニット。破壊力はかなりの物だが、弾の消費量は多くなっている。巨大な兵器に対して有効なユニットである。
MIRV-4
マーヴ。4本の砲身を搭載しているが、目標を4つまで捕捉する事が出来、ロックオンした数に応じて弾が発射される。その為、弾の消費量を抑えることが出来る。破壊力はランチャー系ではそこそこしかないが強力。

### ボムユニット
ドウゲン
極めて破壊力の高い爆弾。投下型の爆弾で極めて破壊力が高いが効果範囲もかなり広い。自爆するとブロンクスでもかなりの損傷を負うが3発ほどしか搭載されていない。